# Источна Румелија
Источна Румелија (буг. Източна Румелия, тур.  [], грч.  []) била је аутономна покрајина (вилајет) унутар Османског царства од 1878. до 1908. године.
Бугари су били апсолутно већинско становништво, с мањим процентом Турака и Грка. Главни град покрајине био је Пловдив. Већ 1885. године после Пловдивског преврата Источна Румелија ја потпала под потпуну контролу Кнежевине Бугарске. Међутим и након тога Источна Румелија је службено била покрајина под османским суверенитетом све до проглашења бугарске независности 22. септембра 1908. године. Тај дан слави се као национални празник у Бугарској као Дан Уједињења.